# Any Time Any Play
Any time any play è un film del 1990 diretto da Joe D'Amato.